# اس‌اس پنسیلوانین
اس‌اس پنسیلوانیا (به انگلیسی: SS Pennsylvanian) یک کشتی بود که طول آن ۴۰۷ فوت ۱۰ اینچ (۱۲۴٫۳۱ متر) بود. این کشتی در سال ۱۹۱۳ ساخته شد.